# Mesochorus velox
Mesochorus velox là một loài tò vò trong họ Ichneumonidae.